# Nahouri (province)
Pour les articles homonymes, voir Nahouri.
Le Nahouri (orthographe officielle) ou Naouri est une des 47 provinces du Burkina Faso située dans la région du Nazinon.

## Départements

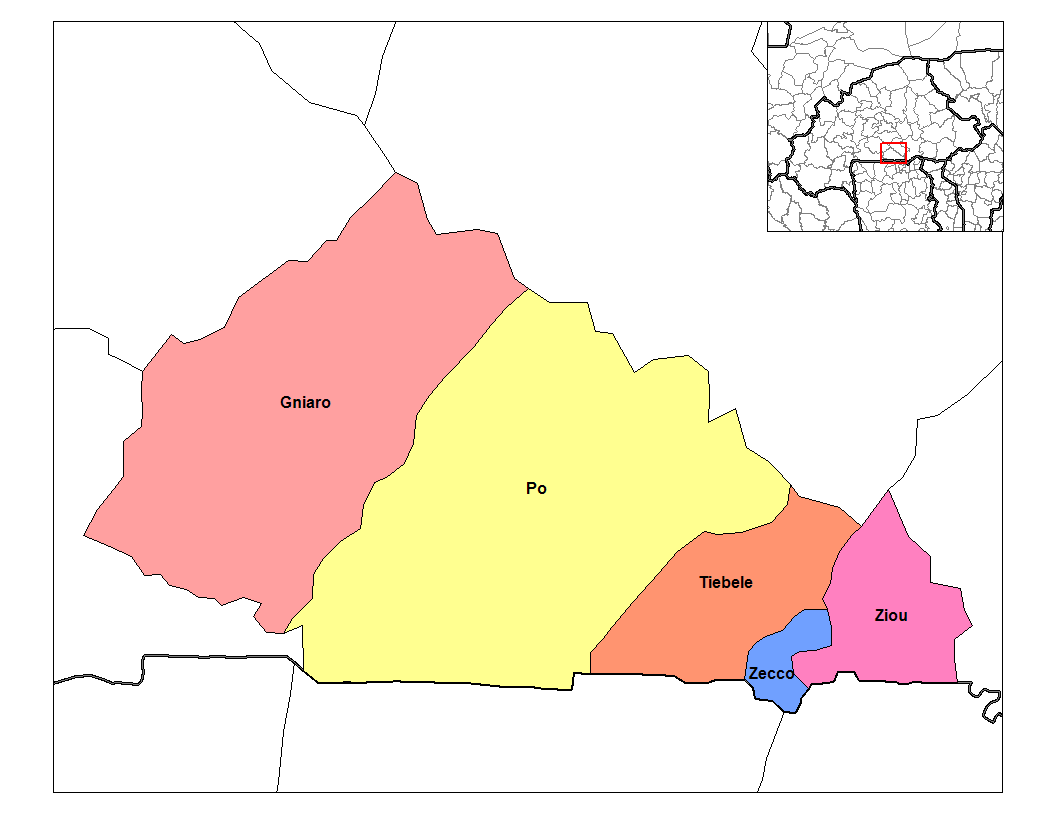
Départements du Nahouri.

La province du Nahouri comprend 5 départements :
- Guiaro,
- Pô,
- Tiébélé,
- Zecco,
- Ziou.

## Démographie
- 119 739 habitants, 31,90 hab/km2 (1996 - Source)
- Chef-lieu : Pô (17 146 habitants).

La population est pour l'essentiel composée des ethnies Kassena, Nankana, etc. Cependant, on y rencontre aussi des Mossis, des Djerma et bien d'autres ethnies.

## Principales localités
Les villages de Guiaro